# Гьеди Прайм

Гьеди Прайм (2-я справа) в числе ключевых планет вселенной Дюны (кадры из фильма «Дюна»)

Гьеди Прайм (англ. Giedi Prime) в других переводах известная как Гиди Прайм, Гади Прайд, Джейди Прайм и Гейди Прайм — вымышленная индустриальная планета во вселенной Дюны, созданной американским писателем Фрэнком Гербертом, метрополия зловещего дома Харконнен, антагонистов вселенной Дюны. Название планеты позаимствовано у α¹ Козерога. Появляется в книгах «Дюна» и «Дети Дюны».
Гьеди Прайм является сильно загрязненной планетой мрачно-чёрного вида, обращающейся вокруг тусклой звезды 36 Змееносца B, которая излучает всего лишь десятую часть от излучения Солнца. В силу этого растительность на планете весьма бедная, однако имеется много минеральных ресурсов, поэтому распространена добыча полезных ископаемых.
На планете узаконены торговля людьми и рабовладение, частыми развлечениями среди местного населения являются жестокие гладиаторские бои.
Гьеди Прайм не всегда была индустриальной планетой — до Батлерианского джихада климат был гораздо мягче. Война и последующее правление дома Харконненов быстро привели к загрязнению окружающей среды. В фильме Дэни Вильнёва "Дюна" (2021) все жители планеты, включая самих Харконненов, показаны лысыми, что намекает на то, что из-за загрязнений у них выпадают волосы.
После смерти падишах-императора Лето Атрейдеса II планета стала называться Гамму. На ней находился Оплот, в котором воспитывался гхола Дункан Айдахо. После нападения Досточтимых Матрон на Оплот Гамму планета пришла в упадок.

## Гьеди Прайм в кино
Рассказывая о съёмках фильма Дюна, режиссёр фильма Дэвид Линч описал, как для каждой планеты была создана своя концепция строений. Особенно удачной, по мнению режиссёра, получились конструкции для планеты Гьеди Прайм — для нефтяной планеты с единственным городом были использованы сталь, болты и керамика.